# Savremenik
Savremenik je bio središnji hrvatski književni časopis, glasilo Društva hrvatskih književnika. 
Kao zagrebački časopis izlazio je od 1906. do 1941. s prekidima. Najznačajniji je bio u prvom razdoblju pod uredništvom Đ. Šurmina i B. Vodnika (1906.) te B. Livadića (1907. – 1919.). Časopis je objavljivao radove svih istaknutih hrvatskih pisaca s jasnom modernističkom orijentacijom.